# Mike Hodges
Michael Tommy Hodges, född 29 juli 1932, död 17 december 2022 var en brittisk regissör och manusförfattare.

## Filmografi i urval
- 1970 – Ta fast Carter! – regissör
- 1972 – Det kom en vitklädd man – regissör
- 1974 – Dödlig impuls – regissör, manusförfattare, producent
- 1978 – Damien: Omen II – manusförfattare
- 1980 – Blixt Gordon – regissör
- 1985 – Morons from Outer Space – regissör
- 1987 – Tystat vittne – regissör
- 1989 – Svart regnbåge – regissör, manusförfattare
- 1993 – Maskrosmorden – regissör
- 2003 – I'll Sleep When I'm Dead – regissör